# Nipponotrophon gorgon
Nipponotrophon gorgon is een slakkensoort uit de familie van de Muricidae. De wetenschappelijke naam van de soort is voor het eerst geldig gepubliceerd in 1913 door Dall.